# Agrotis internexa
Agrotis internexa är en fjärilsart som beskrevs av Walker 1870. Agrotis internexa ingår i släktet Agrotis och familjen nattflyn. Inga underarter finns listade i Catalogue of Life.